# Oeiras (Brazylia)
Oeiras – miasto i gmina w Brazylii, w stanie Piauí, w mikroregionie Picos. Powierzchnia gminy wynosi 2720 km², a liczba ludności w 2010 roku wyniosła 35 646.
Miasto było stolicą stanu Piauí do 1852 roku, gdy rolę tę przejęła Teresina.
Przez Oeiras przebiega Transamazonika, droga łącząca Amazonię z brazylijskim wybrzeżem.